# Tenohuatlán
Tenohuatlán är en ort i Mexiko.   Den ligger i kommunen Huauchinango och delstaten Puebla, i den sydöstra delen av landet, 140 km nordost om huvudstaden Mexico City. Tenohuatlán ligger 1 485 meter över havet och antalet invånare är 140.
Terrängen runt Tenohuatlán är bergig åt nordväst, men åt sydost är den kuperad. Runt Tenohuatlán är det tätbefolkat, med 319 invånare per kvadratkilometer. Närmaste större samhälle är Huauchinango, 8,2 km söder om Tenohuatlán. I omgivningarna runt Tenohuatlán växer i huvudsak blandskog.